# 泉田文佳
泉田 文佳（いずみだ あやか、1987年2月12日 - ）は、日本の女優、タレント、インスタグラマー。広島県出身。ConpAny所属。愛称は「いずみん」。

## 人物
身長162cm。血液型はA型。趣味は歌うこと、旅行、セルフネイル。特技は三点倒立、片付け。

## 出演

### テレビ
- ひろむす。（テレビ新広島）
- すすめ!広島女子（テレビ新広島）
- girls@home（テレビ新広島）
- オトメキ（RCC）
- アォーン!（RCC）
- HOME Jステーション（広島ホームテレビ）
- ゆめひろ!見のがせナイト（広島ホームテレビ）
- てっぺん（広島テレビ）

### CM
- ナタリーデンタルクリニック
- ぼるコミ

### ネット
- 週刊ゆめひろナビ（ゆめタウン広島）
- 広島ダイハッケン（ダイハツ広島）

### PV
- K.S.K Project「風呂に入るのがめんどくさい」（2022年）[5]

### ラジオ
- テンション高野のテンタカタン（FMはつかいち） - アシスタント